# Москаленко Петро Йосипович
Петро Йосипович Москаленко (нар. 24 березня 1941, село Руська Іванівка, Старокозацький район, Одеська область) — український журналіст. Член СЖУ.

## Життєпис
Закінчив Київський університет імені Тараса Шевченка, філологічний факультет (1962–1970).
1957–1958 — водій колгоспу імені Леніна Фастівського району Київської області.
1958–1959 — робітник геолого-розвідувальної експедиції, інститут «Діпросільбуд», м. Київ.
1959–1963 — монтер, Київський призалізничний поштамт.
1963–1966 — служба у лавах Радянської армії.
1966–1970 — наладник радіоапаратури, Київський завод «Радіоприлад».
1970–1977 — редактор, Головліт УРСР.
1977–1983 — редактор, багатотиражна газета «Дарницький вагоноремонтник».
1983–1992 — головний редактор, газета «Рабочее слово» Південно-Західної залізниці.
1992–2000 — головний редактор, газета «Магістраль»

## Творчість
Разом із Тамарою Мукміновою упорядкував збірку «Мчать крізь серце поїзди» (Київ, 1999), а також опублікував у ній новели «Коріння», «Ревізор», етюд «Золоте колесо» і оповідання «Тунель».